# Francisco Gregorio Billini
Francisco Gregorio Billini Aristi (Santo Domingo, 25 de maig de 1844 - Santo Domingo, 28 de novembre de 1898) va ser un escriptor, polític i pedagog dominicà. President de la República (1884-1885), va renunciar després de negar-se a limitar la llibertat d'impremta. És autor de la novel·la costumista Baní o Engracia y Antoñita (1892) i de diverses obres dramàtiques.